# Un de la musique
Un de la musique est une opérette-bouffe en deux actes et cinq tableaux de Camille François et Roger Dumas, composée en 1937.

## Argument

### Acte I
L'opérette a lieu dans une petite ville, où une fête doit avoir lieu pour célébrer l'anniversaire de l'arrivée dans cette même ville de Charles d'Orléans. Un cortège doit avoir lieu, et nécessite la présence de cinq hommes à cheval et pouvant jouer de la trompette. Cossard, un soldat de deuxième classe, ainsi que cinq de ses camarades se présentent pour remplir ces rôles, sans être pour autant ni cavalier ni musicien.

### Acte II
Les cinq soldats, leur commandant et leur adjudant se retrouvent ensuite dans une agence matrimoniale. La manœuvre des cinq soldats est dévoilée à la fin, mais ils arrivent à éviter la prison.

## Création
L'opérette est créée au théâtre de la Porte-Saint-Martin en mars 1937. Selon Marcel Belvianes, l'auteur ne s’est soucié ni de la logique ni de la construction scénique et a seulement cherché à faire rire par des moyens éprouvés. La création est faite par Milton, Marco Behar, Florencie, André Noël, Simone Rouvière, Paul Darnois, Marcel Méral, Jean Kerland, Marquaille, Alice Tissot, Sabine André, Lozinie et Germaine Charley.
La musique de Roger Dumas « n’est pas désagréable à écouter », et elle comprend « quelques airs assez bien venus et surtout un ensemble musical fort amusant … Attendons en silence ». Cependant, elle s’inspire peu des rythmes de l'époque et « rappelle […] les petites partitions d’il y a trente ans ».